# Михел Миклик
Михел Миклик (слч. Michel Miklík — Пјештјани, 31. јул 1982) професионални је словачки хокејаш на леду који игра на позицијама крилног нападача.
Члан је сениорске репрезентације Словачке за коју је на међународној сцени дебитовао на светском првенству 2012. на ком је словачки тим освојио сребрну медаљу. Миклик је био члан и словачког олимпијског тима на ЗОИ 2014. у Сочију.
Као играч словачких Кошица освојио је две титуле првака Словачке, у сезонама 2008/09. и 2010/11.